# Uwarowka (stacja kolejowa)
Uwarowka (ros. Уваровка) – stacja kolejowa w miejscowości Uwarowka, w rejonie możajskim, w obwodzie moskiewskim, w Rosji. Położona jest na linii Moskwa – Mińsk – Brześć.

## Historia
Stacja powstała w XIX w. na drodze żelaznej moskiewsko-brzeskiej, pomiędzy stacjami Borodino i Syczyki.